# منتخب أستراليا لكرة القدم الشاطئية
منتخب أستراليا لكرة القدم الشاطئية (بالإنجليزية: Australia national beach soccer team) ، هي منتخب رياضي وطني لكرة القدم الشاطئية في أستراليا.

## مشاركاته في المحافل الدولية
ظهر المشاركة الأسترالية لأول مرة فقط عام 2005م في كأس العالم لكرة القدم الشاطئية عام 2005م ، كما شاركت في البطولة الآسيوية مرتان عامي 2009 و2013 ، حيث حصلت أستراليا على المركز الرابع عام 2013م.

## وصلة خارجية
- Beach Soccer Worldwide: Australia